# Académie des arts du spectacle de Hong Kong

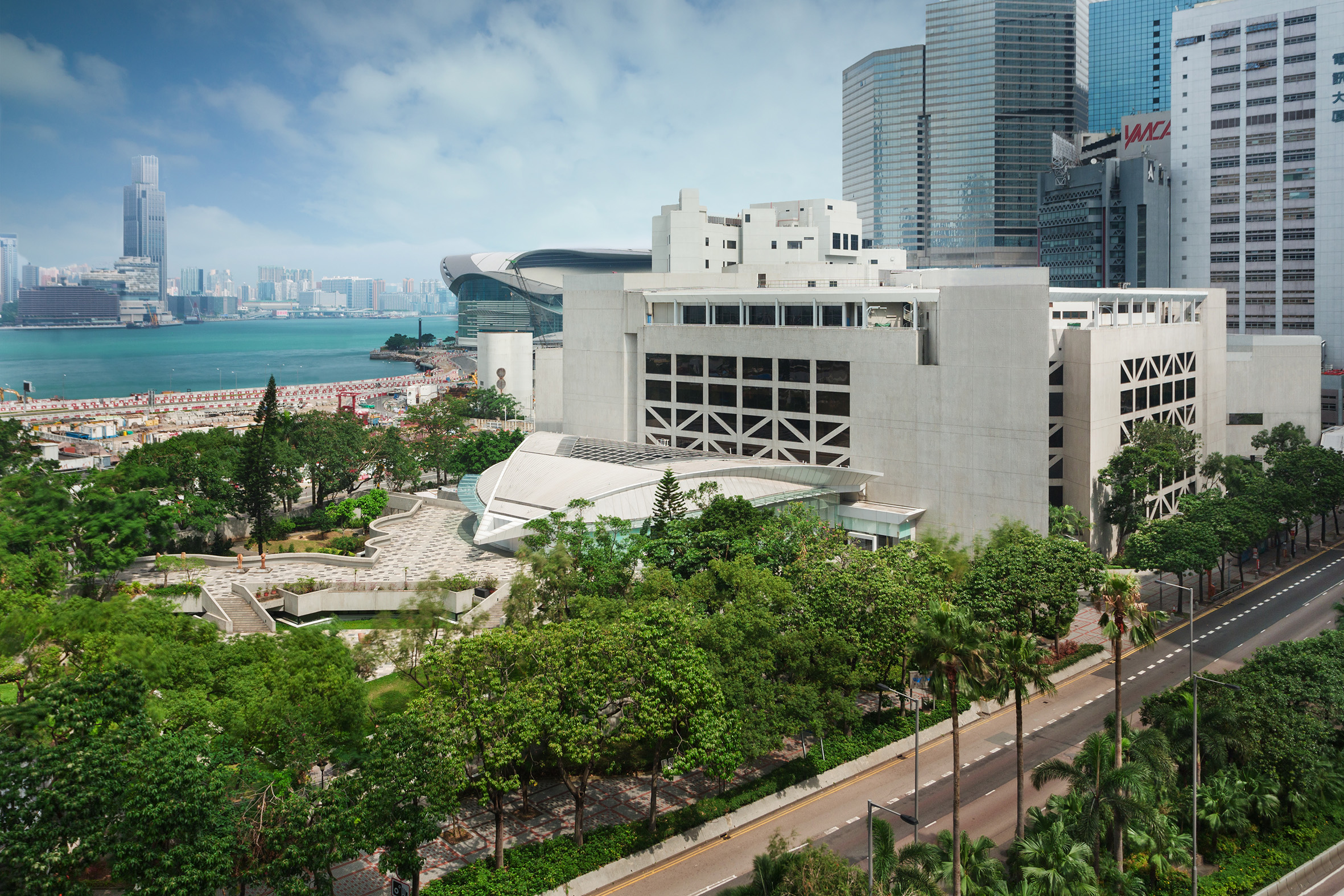
Campus principal de l'académie à Wan Chai.

L'académie des arts du spectacle de Hong Kong (香港演藝學院, Hong Kong Academy for Performing Arts), située près de la côte nord de Wan Chai sur l’île de Hong Kong, est à la fois une institution académique et un lieu de spectacles allant du niveau amateur jusqu’à celui d’interprètes de standing international. Fondée en 1984, c’est la seule institution tertiaire du territoire qui offre une éducation et une formation professionnelle dans les disciplines des arts de la scène, des techniques de scénographie, du film et de la télévision.
L’Academy a été accréditée en 1992 par le Hong Kong Council for Academic Accreditation et propose des programmes et diplômes postsecondaires allant jusqu’au niveau du « bachelor ». 
Elle est divisée en six écoles :  
- École de danse
- École de théâtre
- École de film et télévision
- École de musique
- École des arts techniques de scène
- Théâtre chinois traditionnel.

## Anciens étudiants
- Chan Lai-chu, actrice hongkongaise
- Louis Cheung, acteur et chanteur hongkongais de cantopop.
- Gigi Lai, actrice et chanteuse hongkongaise de cantopop
- Yvonne Yung, actrice hongkongaise